# Neuhausen auf den Fildern

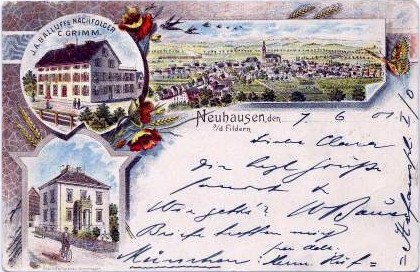
Pocztówka z 1901

Neuhausen auf den Fildern – miejscowość i gmina w Niemczech, w kraju związkowym Badenia-Wirtembergia, w rejencji Stuttgart, w regionie Stuttgart, w powiecie Esslingen. Leży ok. 5 km na południe od Esslingen am Neckar, nad Neckarem, przy autostradzie A8.

## Demografia
- 1965: 7 569
- 1970: 8 801
- 1975: 9 548
- 1980: 10 034
- 1985: 10 385
- 1990: 10 851
- 1995: 10 485
- 2000: 10 870
- 2005: 11 463